# 2,3,4,5,6-Pentaméthylheptane
Le 2,3,4,5,6-pentaméthylheptane est un alcane supérieur ramifié de formule semi-développée (CH3)2CH-[CH(CH3)]3-CH(CH3)2.
Les atomes de carbone C3 et C5 sont asymétriques et cette molécule contient un plan de symétrie passant par C4. Donc elle se présente sous la forme d'une paire d'énantiomères et d'un composé méso :
- (3R,5R)-2,3,4,5,6-pentaméthylheptane et (3S,5S)-2,3,4,5,6-pentaméthylheptane
- (3R,5S)-2,3,4,5,6-pentaméthylheptane qui est identique au (3S,5R)-2,3,4,5,6-pentaméthylheptane du fait du plan de symétrie